# Kreuz Marl-Nord
Kreuz Marl-Nord is een knooppunt in de Duitse deelstaat Noordrijn-Westfalen.
Op dit sluiten de A52 vanuit Gelsenkirchen en de L612 vanuit Haltern am See aan op de A43 Münster-Wuppertal

## Geografie
Het knooppunt ligt in het noorden van de stad Marl in de Kreis Recklinghausen, op de gemeentegrens met de stad Haltern am See.
Nabijgelegen stadsdelen zijn Bergbossendorf en Hamm-Bossendorf van Haltern en Sickingmühle van Marl.
Het knooppunt ligt ongeveer 30 km ten noorden van Essen, ongeveer 30 km ten noordwesten van Dortmund en ongeveer 45 km ten zuidwesten van Münster.

## Configuratie
Knooppunt
Het is een klaverbladknooppunt met rangeerbanen voor de A43.
Rijstrook
Nabij het knooppunt hebben beide snelwegen 2x2 rijstroken, de L 612 is aangelegd als een 2+1 systeem stroomweg. Alle verbindingswegen hebben één rijstrook.

## Verkeersintensiteiten
Dagelijks passeren ongeveer 80.000 voertuigen het knooppunt.
| Van                 | Naar                  | Gemiddeld aantal voertuigen per dag | Percentage vrachtverkeer |
| ------------------- | --------------------- | ----------------------------------- | ------------------------ |
| AS Haltern (A 43)   | AK Marl-Nord          | 51.100                              | 11,1 %                   |
| AK Marl-Nord        | AS Marl-Sinsen (A 43) | 51.800                              | 08,6 %                   |
| AS Marl-Hamm (A 52) | AK Marl-Nord          | 29.400                              | 13,1 %                   |
| AK Marl-Nord        | AS Haltern (L 612)    | keine Daten                         | keine Daten              |

## Richtingen knooppunt
| Aansluitende wegen                          | Aansluitende wegen | Aansluitende wegen                                              | Aansluitende wegen | Aansluitende wegen                                 |
| ------------------------------------------- | ------------------ | --------------------------------------------------------------- | ------------------ | -------------------------------------------------- |
|                                             |                    | richting Haltern / Münster                                      |                    | L612 richting Haltern-Süd / Flaesheim Lüdinghausen |
|                                             |                    |                                                                 |                    |                                                    |
|                                             |                    |                                                                 |                    |                                                    |
|                                             |                    |                                                                 |                    |                                                    |
| richting Marl / Gelsenkirchen-Buer Gladbeck |                    | richting Marl-Sinsen / Recklinghausen Gelsenkirchen / Wuppertal |                    |                                                    |